# Peculator hedleyi
Peculator hedleyi är en snäckart som först beskrevs av R. Murdoch 1905.  Peculator hedleyi ingår i släktet Peculator och familjen Volutomitridae. Inga underarter finns listade i Catalogue of Life.